# Сахнин
Сахнин (арап. سخنين; хебр. סַחְ'נִין или סִכְנִין − Сихнин) је већински арапски град у Северном округу државе Израел, који се налази у доњој Галилеји, око 23 km источно од Акоа. Сахнин је статус града добио 1995. Град је 2018. године имао 31.057 становника, већином муслимана и значајном хришћанском мањином. У Сахнину живи највећа популација суфијских муслимана унутар Израела, која броји око 80 чланова.

## Географија
Сахнин је изграђен на три брежуљка и налази се у долини окруженој планинама, од којих је највиша висока 602 метра. Његов сеоски пејзаж готово је у потпуности прекривен грмљем маслине и смокве, као и оригана и сезама.

## Историја
Насеље Сахнин је старо најмање 3.500 година, први пут је поменуто 1479. године пре нове ере у списима из доба древноегипатског фараона Тутмоса II, у којима је наведено као центар за производњу индиго боје. Асирски краљ Саргон II такође га помиње под именом „Сугинин”.
Сахнин се налази на древном локалитету, на ком су пронађени остаци прастарих стубова и цистерни. Помиње га Јосиф Флавије као Согане, град утврђен 66. године. Цистерна, ископана у близини џамије у старом градском језгру, открила је фрагменте керамике из периода од 1. до 5. века п. н. е.
У крсташком добу био је познат као „Зеканин”. Био је један од „касалија” (села) која су дата 1174. године „Филипеу ле Русу”.  Потомци Филипе ле Руса 1236. године потврдили су продају поседа Сахнина.

### Османско доба
Сахнин је поменут у Османском пореском попису из 1596. године, и према њему село се налазило у нахији Ако, која је била део Санџака Сафад. Становништво насеља је живело у 66 домаћинстава, а било је и 8 нежења, сви тановници села били су муслимани. Сељани су плаћали фиксну пореску стопу од 20% на разне пољопривредне производе, укључујући пшеницу, јечам, маслине, памук, и на воденицу; укупно 12.138 акчи.
„Сухнин” је 1838. године наведен као муслиманско и хришћанско село у округу „Еш-Шагур”, смештеном између Сафада, Акоа и Тиберијаде.
Британски конзул Роџерс проценио је 1859. године да село има 1.100 становника, као и да обрађено подручје покрива површину од 100 федана, док је Виктор Герен 1875. навео да има 700 становника, како муслимана, тако и Грка православаца и „Грка шизматика”.
Британски Фонд за Истраживање Палестине (PEF) је 1881. спровео Премер Палестине, при опису села Сахнин наведено је следеће: „Велико село од камена и ћерпича, усред маслиника, са малом џамијом. Снабдевање водом је из великог резервоара око пола миље на југоисток. Становници су муслимани и хришћани”.
Попис становништва који је спроведен око 1887. године показао је да Сахнин има око 1.915 становника; 1.640 муслимана, 150 католика и 125 грчких хришћана.

### Доба Британског мандата над Палестином
У време пописа становништва у Палестини (1922) који су спровеле власти британског мандата, Сахнин је имао 1.575 становника; 1.367 муслимана и 208 хришћана; 87 православних и 121 гркокатолика (Мелкита). На следећем попису становништва у Палестини (1931) број становника је порастао на укупно 1.891; 1.688 муслимана, 202 хришћанина и 1 Јеврејин, који живели су у укупно 400 домаћинстава. 
Према статистичким подацима о селима Палестине, које је прикупила влада Британског мандата над Палестином (1945), Сахнин је имао 2.600 становника; 2.310 муслимана и 290 хришћана. Док је површина земље која је припадала селу била 70.192 дунама.. За плантаже и земљиште које је наводњавано коришћено је 3.622 дунума, за житарице  29.366 дунум, док је 169 дунума било грађевинско земљиште (под кућама).

### Држава Израел
Током Арапско-израелског рата (1948), Сахнин се израелским снагама предао 18. јула 1948, током Операције Декел, али су га арапске снаге поново освојиле. Коначно је се преда без битке током Операције Хирам, 29. - 31. октобра 1948. Многи становници су побегли на север, али неки су остали и израелска војска их није протерала.
Током протеста Дан Земље 1976. године, Сахнин је постао једно од првих места у коме је организован марш. Тада су током великих протеста против владине експропријације 20 кm² арапске земље у близини Сахнина израелске снаге убиле шест израелских Арапа. Касније исте године, током сукоба с полицијом убијена су још три цивила. Двојица становника града убијена су у Јерусалиму током Друге интифаде 2000. године.

## Спорт
Градски фудбалски клуб, Бнеј Сахнин, постао је 2003. године један од првих арапских тимова који су играли у израелској премијер лиги, највишем нивоу израелског фудбала. Следеће године клуб је освојио Државни куп и био је први арапски тим који је то успео; последично, следеће сезоне је учествовао у купу УЕФА, где је изгубио од Њукасл јунајтеда. Тим је 2005. добио нови стадион „Доха”, који су финансирали израелска влада и национални олимпијски комитет Катара, по чијој престоници је стадион добио име. Стадион је капацитета 5.000.
Сахнин је такође родни град Абаса Суана, израелског међународног фудбалера који је претходно играо за Бнеј Сахнин. Град и њихов фудбалски тим тема су документарног филма из 2010. године After the Cup: Sons of Sakhnin United.
Бнеј Сахнин играо је 19. септембра 2008. утакмицу са шпанским тимом Депортиво ла Коруња.